# Duduvanahalli, Malur
Duduvanahalli là một làng thuộc tehsil Malur, huyện Kolar, bang Karnataka, Ấn Độ.